# Wesmaelia lepos
Wesmaelia lepos är en stekelart som beskrevs av Sergey A. Belokobylskij 1992. Wesmaelia lepos ingår i släktet Wesmaelia och familjen bracksteklar. Inga underarter finns listade i Catalogue of Life.